# Sipa (Märjamaa)
Pour les articles homonymes, voir Sipa.
Sipa est un village estonien de la commune de Märjamaa situé dans le comté de Rapla.